# Бутово (платформа)
Бутово (рос. Бутово) — зупинний пункт/пасажирська платформа Курського напрямку Московської залізниці, у складі лінії МЦД-2. Розташовано в районі Південне Бутово у Москві. Відстань до Москва-Пасажирська-Курська — 30 км.
Виходи до вулиць Миргородська, Мценська, Алексинська, Синельниковська, Велика Бутовська.